# ماركو باولو (لاعب كرة قدم)
ماركو باولو هو لاعب كرة قدم أنغولي، ولد في 6 يونيو 1976 في لواندا في أنغولا. شارك مع منتخب البرتغال تحت 21 سنة لكرة القدم ومنتخب أنغولا لكرة القدم. أما مع النوادي، فقد لعب مع ألفيركا وإشتوريل برايا وستاد لافال ويونيكوس.

## وصلات خارجية
- ماركو باولو على موقع الاتحاد الدولي (مؤرشف)  (الإنجليزية)
- ماركو باولو على موقع رابطة كرة القدم الفرنسية للمحترفين (الإنجليزية)
- ماركو باولو على موقع قاعدة بيانات كرة القدم.إي يو (الإنجليزية)
- ماركو باولو على موقع ناشيونال فوتبول تيمز (الإنجليزية)
- ماركو باولو على موقع Soccerway.com (الإنجليزية)
- ماركو باولو على موقع عالم كرة القدم.نت (الإنجليزية)
- ماركو باولو على موقع GSA (الإنجليزية)